# Crazy (EP)
Crazy é o sexto extended play do girl group sul-coreano 4Minute, lançado em 9 de fevereiro de 2015. Os singles do álbum são "Cold Rain" e "Crazy".

## Antecedentes, divulgação e vídeo musical
Em 26 de janeiro, a Cube Entertainment anunciou que o 4Minute iria fazer o pré-lançamento da faixa "Cold Rain", se tornando a primeira vez que o grupo lança uma balada como um single.
Em 29 de janeiro, o 4Minute anunciou a faixa "Crazy" como o segundo single.
O vídeo musical de "Crazy" foi lançado em 9 de fevereiro. A música impactou a rádio "K-Pop Connection" da KBS, em 10 de fevereiro de 2015.
Em 5 de novembro de 2017, o vídeo musical de "Crazy" atingiu a marca de 100 milhões de views no Youtube, fazendo do 4Minute o sexto girl-group sul-coreano a alcançar 100 milhões de views, bem como o primeiro girl-group fora da Big3 (SM, YG e JYP) a antigir a marca.

## Controvérsia
De acordo com os resultados da revisão de música da KBS no dia 4 de fevereiro, "Cut It Out", do 4Minute, foi banido por usar gírias. O representante do grupo, a Cube Entertainment, disse à Star News: "Como 'Cut It Out' é uma sub-faixa do novo álbum que elas também planejam promover, estaremos em negociações para pedir uma reconsideração". Eles decidiram mudar as letras para se apresentarem no palco.

## Lista de faixas
| N.º            | Título                                               | Letras                                                    | Música                                              | Arranjo                                             | Duração |  |
| 1.             | "Crazy" (미쳐; Michyo)                               | Seo Jae-woo Big Ssancho Son Young-jin Son Young-jin Hyuna | Seo Jae-woo Big Ssancho Son Young-jin Son Young-jin | Seo Jae-woo Big Ssancho Son Young-jin Son Young-jin | 03:10   |  |
| 2.             | "Cut It Out" (절만 하시죠; Ilcheolman Hasijyo)       | Misfit                                                    | Seo Jae-woo Im Kwang-wook Ryan Kim Mistazo          | Seo Jae-woo Im Kwang-wook Ryan Kim Mistazo          | 03:21   |  |
| 3.             | "Tickle Tickle Tickle"                               | Kwon So-hyun Big Ssancho Jenyer                           | Adam Kulling Alice Gernandt Big Ssancho Jenyer      | Adam Kulling Alice Gernandt Big Ssancho Jenyer      | 03:05   |  |
| 4.             | "Stand Out" (눈에 띄네; Nune Ttuine (feat. Manager)) | Big Ssancho Jenyer                                        | Big Ssancho Jenyer                                  | Big Ssancho Jenyer                                  | 03:39   |  |
| 5.             | "Show Me"                                            | Hyuna Sohyun Big Ssancho                                  | Seo Jae-woo Son Young-jin Lee Brian D               | Seo Jae-woo Son Young-jin Lee Brian D               | 3:09    |  |
| 6.             | "Cold Rain" (추운 비; Chuun Bi)                      | Son Young-jin Jo Sung-ho                                  | Son Young-jin Jo Sung-ho                            | Son Young-jin Jo Sung-ho                            | 03:39   |  |
| Duração total: | Duração total:                                       | Duração total:                                            | Duração total:                                      | Duração total:                                      | 17:59   |  |

## Desempenho nos Charts
O 4Minute alcançou a posição 2 no Billboard World Digital Sales e a posição 1 no Billboard World Album Sales.
O EP vendeu 26,233 de cópias na Coréia do Sul.
| Chart                        | Melhores posições |
| ---------------------------- | ----------------- |
| Gaon Weekly album chart      | 2                 |
| Gaon Monthly album chart     | 4                 |
| Billboard World Albums Chart | 1                 |